# Mirella van Melis
 Mirella van Melis (* 8. Januar 1979 in Venhorst, Nordbrabant) ist eine ehemalige niederländische Radsportlerin, die auf der Straße, der Bahn sowie bei Querfeldeinrennen aktiv war.

## Sportliche Laufbahn
Zu Beginn ihrer Radsportlaufbahn fuhr Mirella van Melis hauptsächlich Querfeldeinrennen. 1997 errang sie den Titel der Junioren-Weltmeisterin im Straßenrennen. Im Jahr darauf wurde sie zweifache niederländische Meisterin auf der Bahn, im 500-Meter-Zeitfahren sowie im Sprint. Bei den Europa-Straßenmeisterschaften im selben Jahr belegte sie Platz drei im Straßenrennen. 1999 wurde sie Europameisterin (U23) im Punktefahren sowie erneut nationale Sprint-Meisterin. 2001 wurde sie Europameisterin (U23) im Straßenrennen. Ende der Saison 2004 trat sie vom aktiven Radsport zurück.